# Cladocarpus paraventricosus
Cladocarpus paraventricosus är en nässeldjursart som beskrevs av Ramil och Vervoort 1992. Cladocarpus paraventricosus ingår i släktet Cladocarpus och familjen Aglaopheniidae. Inga underarter finns listade i Catalogue of Life.